# Nicholas McCarthy

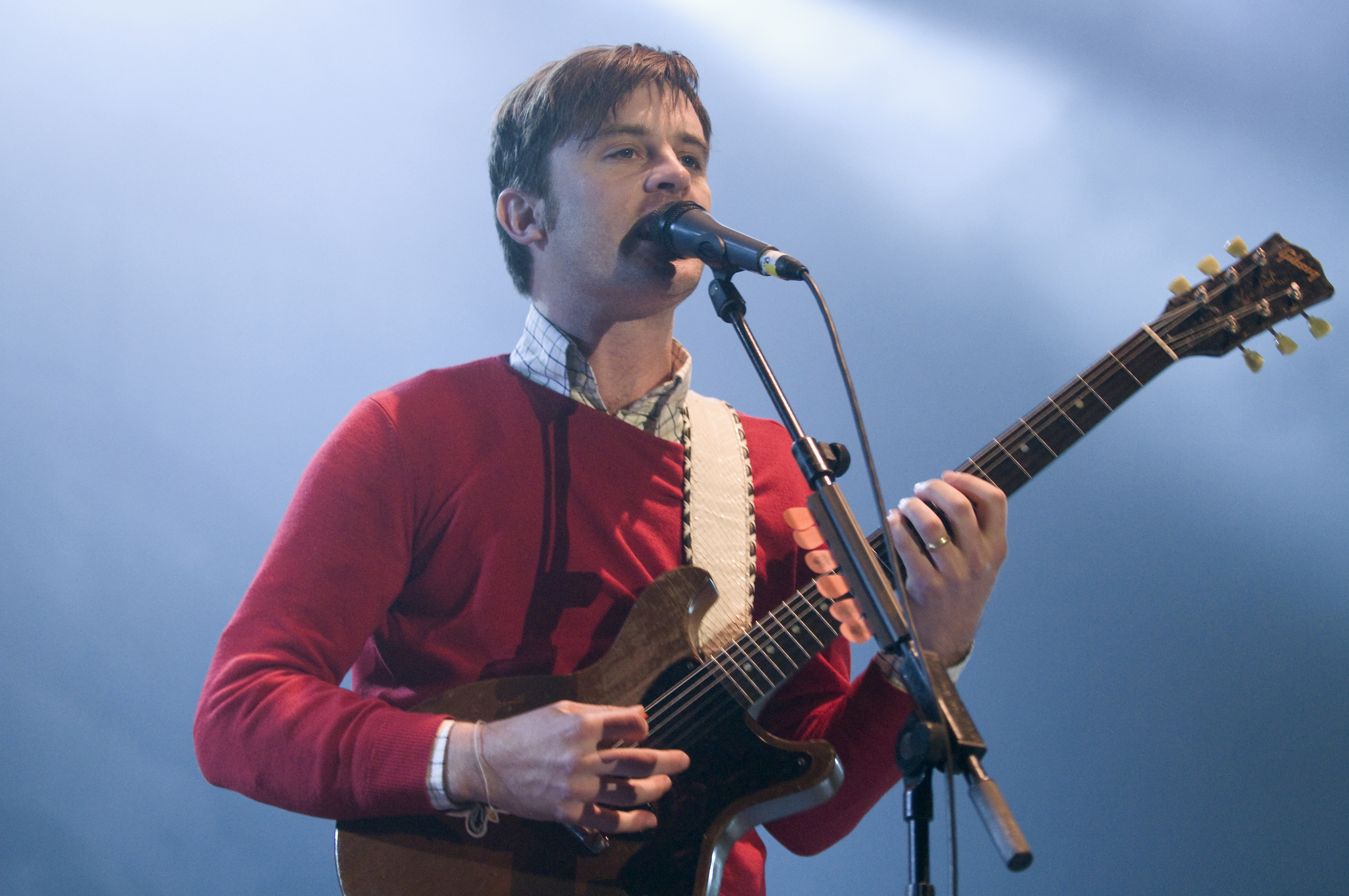
Nicholas McCarthy in 2008

Nicholas Augustine (Nick) McCarthy (Blackpool, 13 december 1974) is een Brits muzikant. Hij was tot 2016 de leadgitarist, achtergrondzanger en keyboardspeler van de Britse band Franz Ferdinand.
McCarthy groeide op in de Beierse stad München in Duitsland. Hij had geen fijne jeugd. Op jonge leeftijd brak hij in en stal hij drank en auto's, waardoor hij de bijnaam 'Nick McCarthief' kreeg.
Hij speelde piano en contrabas op het München Conservatorium. Tijdens zijn tijd op het conservatorium was hij lid van de band Kamerakino. Ook speelde hij contrabas, cello, en luit in de jazzband Embryo. Na met Embryo te hebben getoerd, besloot hij dat het tijd was voor iets nieuws, en hij keerde terug naar het Verenigd Koninkrijk en ging in Glasgow wonen.
In Glasgow werd McCarthy lid van de jazzband Scatter. Kort daarna ontmoette hij Alexander Kapranos, met wie hij de band Franz Ferdinand oprichtte.
In 2016 werd aangekondigd dat McCarthy Franz Ferdinand verlaat. Als reden werd genoemd dat hij meer tijd met zijn gezin door wil brengen. Een terugkeer wordt echter niet uitgesloten.
Onder de naam "Manuela" brachten McCarthy en zijn vrouw Manuela Gernedel in 2017 het gelijknamige indiepopalbum "Manuela" uit op Lost Map Records. Het werd gemaakt in de Sausage Studios in Londen. Gernedel wordt beschreven als de creatieve hoofdkracht achter "Manuela" in een interview door het culturele tijdschrift The Skinny. Terwijl zij de teksten voor de nummers schreef, componeerde McCarthy de muziek ervoor. 
- Bibsys: 5071915
- Gemeinsame Normdatei: 1162064404
- International Standard Name Identifier: 0000 0001 3114 9236
- MusicBrainz: deaf2729-cc2b-4a84-8acb-0cea2e5fee49
- Nationale Bibliotheek van Tsjechië: js20060818019
- Virtual International Authority File: 84253053
- WorldCat: E39PBJr7Txg4TkCrBBvbCpk7HC